# Time Machine (Dio)
A Time Machine az amerikai Dio heavy metal zenekar videója. Jellegzetessége,
hogy Ronnie James Dio minden dalhoz kommentárt fűzött.

## Az album dalai
1. Wild One
2. Holy Diver
3. Rainbow in the Dark
4. Last in Line
5. Hungry for Heaven
6. Rock 'n' Roll Children
7. Stand up and Shout
8. King of Rock and Roll
9. All the Fools Sailed Away